# Lago di Trawsfynydd

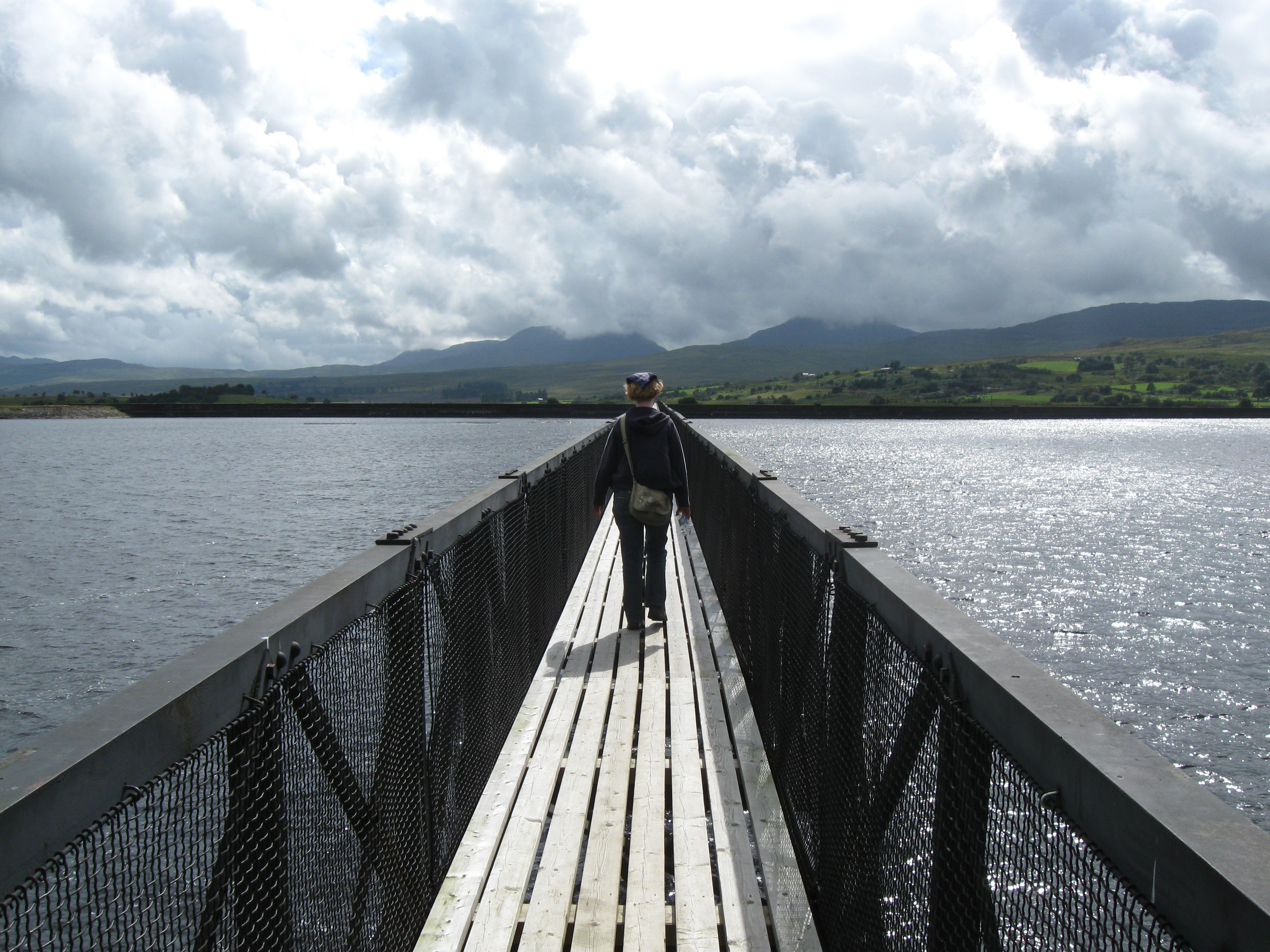
Ponte sul Lago di Trawsfynydd

Il lago (di) Trawsfynydd (in gallese: Llyn Trawsfynydd; in inglese: Trawsfynydd Lake o Lake Trawsfynydd) è un lago artificiale di 4,8 km² del Galles nord-occidentale, situato nella contea di Gwynedd, all'interno del parco nazionale di Snowdonia e nei pressi del villaggio di Trawsfynydd. Tra i maggiori laghi del Galles, fu creato nel 1928 con invaso della centrale idroelettrica di Maentwrog, all'epoca la più grande centrale idroelettrica del Regno Unito.
Tra gli immissari del lago, vi è il fiume Prysor.,

## Geografia

### Collocazione
Il lago si estende nella parte centrale del parco nazionale di Snowdonia, ad est di Porthmadog, a sud di Llan Ffestiniog e a nord-ovest del villaggio di Trawsfynydd.

### Dimensioni
Il lago si estende per circa 5 miglia in lunghezza.

## Storia
La prima diga in loco fu realizzata nel 1922 e la centrale idroelettrica di Maentwrog fu aperta nel 1928. L'invaso portò alla creazione nei pressi del villaggio di Trawsfynydd del lago.
Negli anni sessanta fu realizzata nei pressi del lago la centrale nucleare di Trawsfynydd, poi chiusa nel 1990.

## Flora & Fauna

### Flora
Il lago di Trawsfynydd è situato all'interno di una foresta di querce, dove crescono muschi, licheni, ecc.

### Fauna
Nel lago vivono pesci quali la trota bruna, la trota iridea, la perca, e il luccio. Lungo il lago vivono invece la lontra e il falco pescatore.

## Luoghi d'interesse lungo il lago
- Tomen y Mur[1][3]
- Yr Ysgwrn[3]